# Palacio de Néstor
Se conoce como palacio de Néstor a los restos de un conjunto residencial del periodo micénico que se encuentran en la acrópolis de la colina de Epano Englianos, a unos 17 km de Pilos, y en las proximidades de Chora, en Grecia. 
Su nombre deriva del legendario Néstor, rey de Pilos, que es un personaje importante en la Ilíada de Homero, donde era uno de los caudillos de la alianza aquea que se dirigió a combatir en la guerra de Troya.
Este palacio debió ser el centro administrativo de un reino o principado dividido en una zona citerior que incluía el palacio y que comprendía a su vez nueve distritos y otra zona ulterior que comprendía siete. Estas dos zonas estaban separadas por la cadena montañosa de Haghiá. El palacio fue destruido en torno a 1200 a. C. y, al contrario que otros centros micénicos, no fue reconstruido tras su destrucción. Existe controversia sobre quienes fueron sus atacantes.

## Historia de las excavaciones
El yacimiento arqueológico fue localizado en 1939 por Konstantinos Kourouniotis y excavado por un equipo dirigido por Carl William Blegen. En esta primera fase de la excavación se realizaron multitud de hallazgos entre los que se encontraban numerosas tablillas de arcilla con inscripciones en lineal B pero, a causa de la Segunda Guerra Mundial, los trabajos quedaron interrumpidos y parte del material hallado fue trasladado al Banco de Atenas. En 1951 Emmett Leslie Bennett transcribió el contenido de las tablillas, lo que supuso una importante ayuda para el desciframiento que poco tiempo después se produjo de la escritura lineal B. Las excavaciones prosiguieron a partir de 1952 y continúan en la actualidad. Muchos de los hallazgos se exhiben en el Museo Arqueológico de Chora, que fue fundado en 1969.

## El conjunto residencial

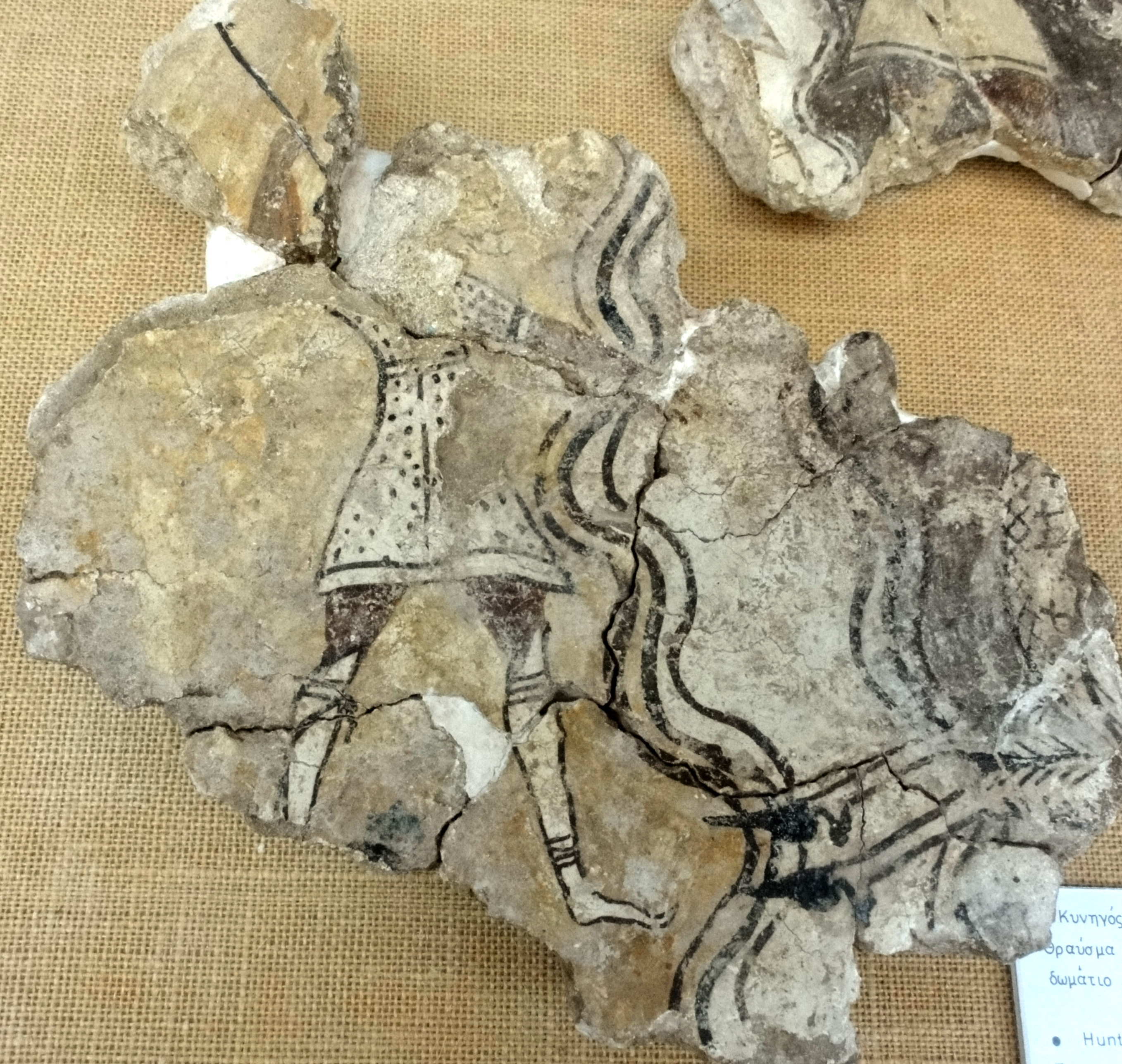
Fragmento de un fresco halllado en el palacio de Néstor.

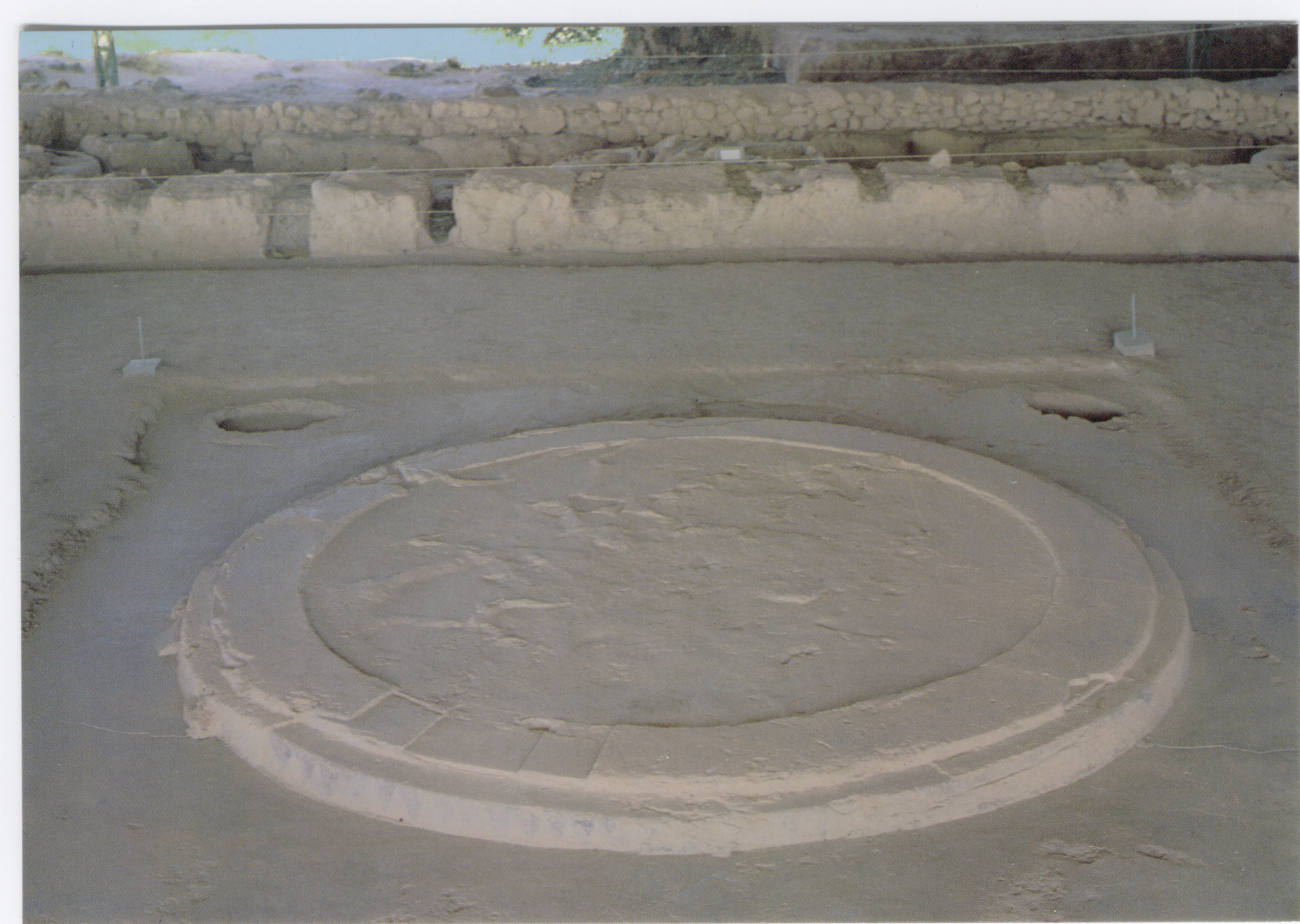
Sala del trono donde se puede observar el hogar circular que se hallaba en el centro de la estancia.

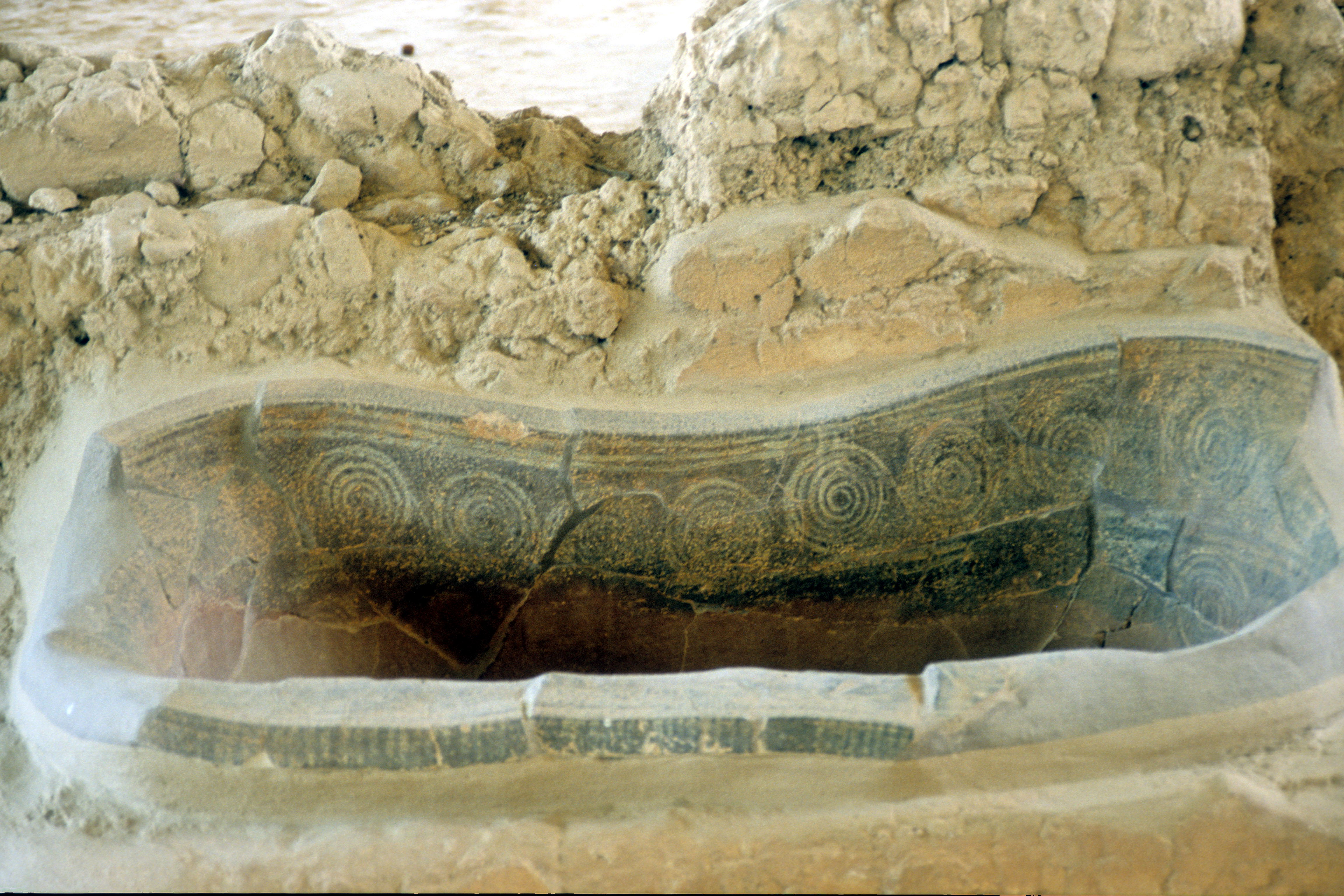
Bañera de terracota decorada, que se ha conservado empotrada en la pared del Palacio.

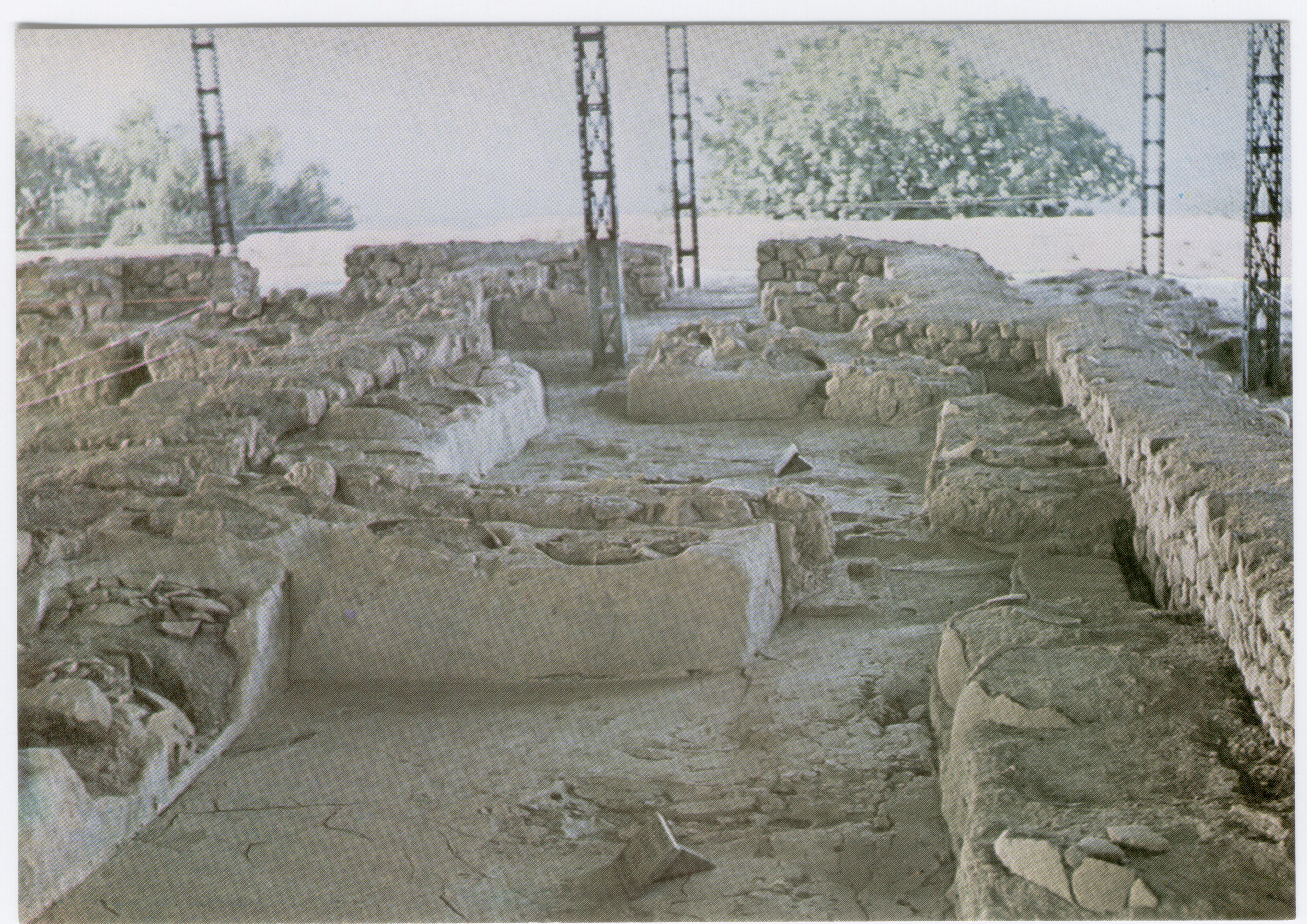
Restos de los almacenes de aceite del palacio de Néstor.

Al palacio se accedía a través de un propileo tras el que se hallaba un patio de unos 7 m de largo por 11 de ancho. En unas pequeñas habitaciones situadas a un lado del patio se encontraron cientos de tablillas con inscripciones en lineal B.  
A continuación se hallaba un pórtico que estaba sostenido por dos columnas que daba paso a un vestíbulo que tenía abertura en sus cuatro lados. Este vestíbulo precedía al mégaron o salón del trono, que era el centro del conjunto residencial. En esta sala, que medía 12 x 11 m, se halla una pieza circular de 4 m de diámetro que representa el hogar sagrado. Este hogar estaba encuadrado entre cuatro columnas de madera de las que se han conservado las bases de piedra. En esta sala se halla una depresión sobre la que debió estar emplazado el trono. Ante este se ha conservado la representación de un pulpo. También se han conservado los restos de una mesa de ofrendas sobre las que se hallaron restos de varias jarras votivas.
En torno al mégaron se hallaban numerosas habitaciones a las que se accedía a través de corredores. Algunas de ellas tenían funciones de almacenes de productos entre los que se incluían el aceite y el vino y en ellas se encontraron múltiples recipientes; otras tenían funciones residenciales. Entre estas estancias anexas destaca una sala de baño donde se ha conservado una bañera de terracota pintada.
El hallazgo de tramos de escaleras indica que el conjunto tenía dos pisos. Varias de las habitaciones del palacio estaban decoradas con frescos, aunque los restos que se han conservado apenas permiten conocer los temas empleados.
El palacio, al contrario que otros centros micénicos de la región de Argólida, como Micenas o Tirinto, carecía de murallas y se abastecía de agua a través de un acueducto de terracota que recogía el agua de una fuente.

## El fin del palacio

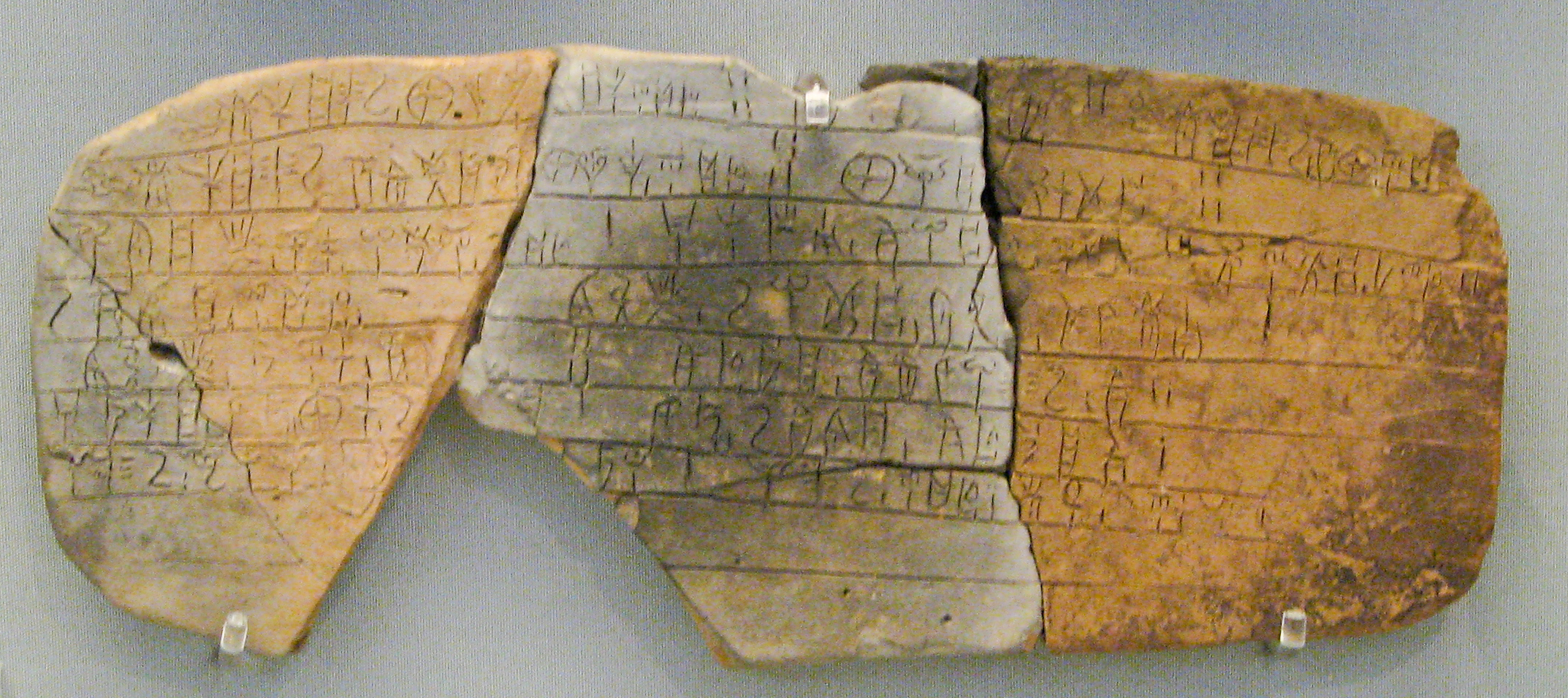
Una de las tablillas de arcilla halladas con inscripciones en lineal B (PY Ub 1318) que registra la entrega de pieles a artesanos para que estos generaran a partir de ellas productos manufacturados.

La destrucción del palacio fue debida a un incendio, en torno al año 1200 a. C. y, al contrario que otros centros micénicos, no volvió a ser reconstruido. Se discute cual fue la causa de este incendio, si bien hay indicios procedentes de las tablillas con inscripciones que sugieren que Pilos esperaba un ataque por mar puesto que en ellas se hallan disposiciones para fortalecer la defensa de la costa.

## Lostholos

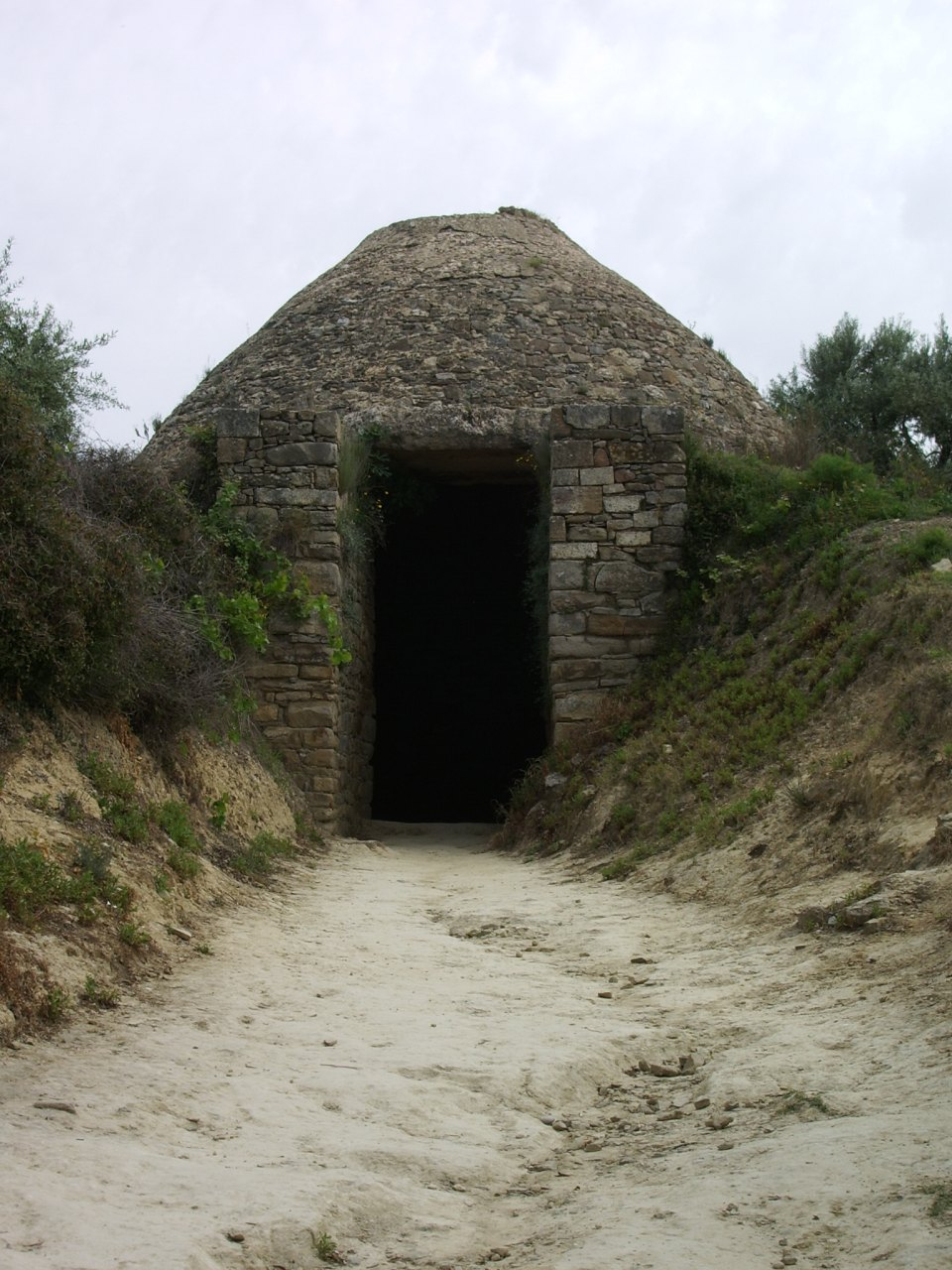
El tholos IV, hallado cerca del palacio, reconstruido.

Muy cerca del palacio bajando la colina, se han hallado tres monumentos funerarios importantes. Uno de ellos, el de Vagenás, pertenece al periodo Heládico medio.
El conocido como «tholos III» pertenece a la fase final del Heládico medio o a la inicial del Heládico tardío y estuvo en uso hasta el Heládico tardío II. Contenía unos 16 enterramientos. Pese a ser saqueada en la Antigüedad, entre el ajuar funerario se hallaron vasos de cerámica, joyas de oro, un sello y objetos de arte en miniatura de loza y de marfil.
Por otra parte, en 1930 a unos 80 metros al nordeste bajo la colina del palacio se halló otra tumba en forma de tholos, conocida como «tholos IV», a la que se accede (reconstruida) a través de una puerta con un dintel monumental. Aunque esta tumba también había sido saqueada, se encontraron algunos objetos del ajuar funerario entre los que destaca un anillo de oro donde aparece representada una escena religiosa y un sello minoico de oro que tiene representado un grifo en una de sus caras. También se hallaron hojas de oro, perlas de ámbar y de amatista, una joya en forma de broquel, dos sellos de amatista con representaciones de una vaca con su ternero y de un combate de un hombre contra una leona, fragmentos de marfil y de loza y varias figuras de oro con forma de lechuzas.
Entre 2018 y 2019 se excavaron, adyacentes al tholos IV, otras dos tumbas abovedadas, que se han denominado «Tholos VI» y «Tholos VII». Se estima que la construcción de ambas tuvo lugar en el siglo XV a. C. El Tholos VI tiene 12 metros de diámetro y unos 4,5 metros de altura conservada, mientras el tholos VII tiene un diámetro de 8,5 m y una altura de unos 2 m. Entre los objetos procedentes de estas tumbas destaca un anillo de oro donde están representadas dos toros flanqueados con espigas de cebada. También se ha encontrado un sello de cornalina donde figuran dos extrañas criaturas erguidas parecidas a leones que llevan un jarrón y un quemador de incienso ante un altar donde hay cuernos de consagración y hay una estrella de 16 puntas sobre ellos. También es destacable un colgante de oro con la representación de la diosa egipcia Hathor.

## Tumba del guerrero del grifo
En octubre de 2015 se anunció el hallazgo, en las inmediaciones del palacio de Néstor, de una tumba de fosa perteneciente a un guerrero del periodo micénico que se puede fechar en torno a 1500 a. C. cuyos restos fueron depositados en un ataúd de madera. El ajuar funerario hallado en su interior incluye armas y joyas. Entre las armas se encontró una espada de bronce con mango de marfil, varias dagas, una punta de lanza y colmillos de jabalí que debieron pertenecer a un casco. Entre las joyas había anillos de oro, una cadena de oro, sellos de marfil, copas de oro y plata y gemas. También fueron hallados peines de marfil, un espejo de bronce con mango de marfil, vasijas, ánforas y otros objetos votivos. Muchos de estos objetos son de estilo minoico. Entre los sellos, destaca uno de ellos que representa la lucha entre dos guerreros mientras un tercer guerrero yace en el suelo al que se ha denominado «ágata del combate de Pilos». Por su calidad y por la minuciosidad de los detalles representados en él se considera como una obra maestra del arte prehistórico. Se ha dado el apelativo «guerrero del grifo» al ocupante de esta tumba debido a la aparición de dos representaciones de grifos, animales míticos, que se encontraron entre el ajuar.